# Фернандес, Гуальберто
Хуа́н Гуальбе́рто Ферна́ндес Риве́ра (исп. Juan Gualberto Fernández Rivera; род. 12 июля 1941, Сальвадор) — сальвадорский футболист, играл на позиции вратаря, участник чемпионата мира 1970 года.

## Биография

### Клубная карьера
Фернандес начинал карьеру в клубе из низшего дивизиона «Кекиске», с которым в 1965 году пробился в Высший дивизион.
В 1966 году Фернандес перешёл в «Альянсу», в составе которой отыграл два сезона и выиграл два чемпионских титула в 1966 и 1967 годах. В 1969 году Фернандес стал игроком клуба «Атланте», в составе которого играл в течение одного сезона.
В 1970 году Фернандес перешёл в «УЭС», в составе которого играл в течение трёх сезонов. В 1973 году Фернандес стал игроком «Платенсе», за который играл в низших дивизионах и в 1974 году пробился с этой командой в элитный дивизион. Фернандес завершил карьеру в клубе «Хувентуд Олимпика», в котором играл в течение трёх сезонов.

### Карьера в сборной
В составе сборной Сальвадора Фернандес принимал участие на олимпийском турнире 1968 года, где сыграл в трёх матчах национальной сборной.
Фернандес был одним из трёх вратарей в заявке сборной на чемпионате мира 1970 года, но на турнире не сыграл ни минуты, проиграв конкуренцию Раулю Маганье.

### Карьера тренера
Фернандес работал тренером вратарей в «Индепендьенте», «Кохутепеке» и «Альянсе» (2007—2008).

## Достижения
«Альянса»
- Чемпион Сальвадора (2) : 1965/66, 1966/67